# Hombres a la carta
Hombres a la carta es una película colombiana dirigida por Derby Arboleda y escrita por Solanny Valdelamar. Estrenada el 7 de septiembre de 2017 en los cines colombianos, contó con las actuaciones de Cecilia Navia, María Nela Sinisterra, Conrado Osorio, Óscar Borda, José Narváez, Diego Trujillo y Felipe Cortéz.

## Sinopsis
Amelia es una profesional madura que aún no ha tenido hijos. Apurada por el reloj biológico y ante su soltería, decide emprender la búsqueda del futuro padre de su hijo, siguiendo el no tan acertado consejo de sus amigas.

## Reparto
- Cecilia Navia es Amelia.
- María Nela Sinisterra es Sonia.
- Conrado Osorio es Carlo.
- Óscar Borda es Sergio.
- José Narváez es Pablo.
- Felipe Cortéz es René.
- Diego Trujillo es Arturo.
- Solanny Valdemar es Damiana.
- Carlos Hurtado es Carlos.